# صموئيل إزرائيل الثالث
صموئيل إزرائيل الثالث (بالإنجليزية: Samuel Israel III)‏ هو شخصية أعمال أمريكي، ولد في 20 يوليو 1959 في نيو أورلينز في الولايات المتحدة.